# Giovanni Punteri
Giovanni Punteri (Gorizia, 4 luglio 1922 – ...) è stato un calciatore italiano, di ruolo centrocampista.

## Caratteristiche tecniche
Giocava come mediano.

## Carriera
Nato a Gorizia, giocò per quattro stagioni in Serie C con la Pro Gorizia; dopo la pausa dei campionati per ragioni belliche riprese l'attività con la Triestina, giocando la Divisione Nazionale 1945-1946 (massima serie nazionale) nel Campionato Alta Italia. Esordì con la Triestina il 6 gennaio 1946 contro l'Andrea Doria; nel corso della stagione disputò 8 partite su 26, andando a segno per 2 volte. Nel 1946-1947 passò alla Vogherese, con cui giocò per due campionati di Serie B, assommando almeno 23 presenze (1947-1948).

## Palmarès

### Club

#### Competizioni nazionali
- Serie C: 2

Pro Gorizia: 1941-1942, 1942-1943